# Mortefontaine-en-Thelle
Mortefontaine-en-Thelle é uma comuna francesa na região administrativa de Altos da França, no departamento de Oise. Estende-se por uma área de 6,02 km². Em 2010 a comuna tinha 944 habitantes (densidade: 156,8 hab./km²).